# Tour du Piémont pyrénéen
Le Tour du Piémont pyrénéen est une course cycliste par étapes disputée au mois d'août dans le Piémont pyrénéen. Elle fait partie du calendrier national de la Fédération française de cyclisme.

## Histoire
L'édition 2020 est annulée en raison du contexte sanitaire lié à la pandémie de Covid-19.

## Palmarès
| Année | Vainqueur            | Deuxième            | Troisième             |
| ----- | -------------------- | ------------------- | --------------------- |
| 2006  | Pierre Cazaux        | Tanel Kangert       | Lionel Suhubiette     |
| 2007  | Cyril Druetta        | Thomas Lebas        | Guillaume Belgy       |
| 2008  | Guillaume Pont       | Loïc Herbreteau     | Ibon Zugasti          |
| 2009  | Pedro Solano         | Peter van Dijk      | Maxime Martin         |
| 2010  | Nikolay Mihaylov     | Yohan Cauquil       | Yannick Ricordel      |
| 2011  | Stéphane Reimherr    | Nicolas Loustaunou  | Nicolas Capdepuy      |
| 2012  | Jérôme Mainard       | Mickaël Larpe       | Arkaitz Durán         |
| 2013  | Mickaël Larpe        | Brecht Dhaene       | Pierre Cazaux         |
| 2014  | non disputé          | non disputé         | non disputé           |
| 2015  | Yoann Barbas         | François Bidard     | Mickaël Larpe         |
| 2016  | Adrien Guillonnet    | Bram Van Broekhoven | Nícolas Sessler       |
| 2017  | Florent Castellarnau | Fernando Barceló    | Julian Mertens        |
| 2018  | Baptiste Constantin  | Stefan Bennett      | Simon Carr            |
| 2019  | Mauri Vansevenant    | Jérémy Bellicaud    | Nicolas Verougstraete |
| 2020  | annulé               | annulé              | annulé                |
| 2021  | Florent Castellarnau | Axel Mariault       | Clément Jolibert      |
| 2022  | annulé               | annulé              | annulé                |
| 2023  | Charles Paige        | Artus Jaladeau      | Tom Donnenwirth       |
| 2024  | Baptiste Poulard     | Jean-Loup Fayolle   | Carson Miles          |